# Betanina
Betanina, czerwień buraczana, E162 – organiczny związek chemiczny z grupy glikozydów. Naturalny barwnik spożywczy koloru ciemnoczerwonego do fioletowego, otrzymywany z buraka ćwikłowego. W zastosowaniach spożywczych jest nieszkodliwa (zostaje całkowicie wydalona z organizmu wraz z moczem).

## Zastosowanie
Barwnik ten wykorzystuje się głównie w cukiernictwie, przy produkcji deserów, galaretek, dżemów, lukrecji, a także do barwienia napojów bezalkoholowych oraz kosmetyków.